# Demelza (romanzo)
Demelza è il secondo dei dodici romanzi dei Poldark, una serie di romanzi storici di Winston Graham. È stato pubblicato nel 1946.
Demelza continua la storia di Ross Poldark e di sua moglie, Demelza. Si apre nel maggio 1788, sei mesi dopo gli eventi finali descritti in Ross Poldark. Mentre il primo romanzo si conclude con una nota di trionfo per Demelza, il secondo romanzo della serie si chiude con la tragica morte della figlioletta di Demelza. Inoltre il romanzo si chiude con Ross in cattive condizioni finanziarie ed è costretto a vendere una serie di importanti articoli di famiglia e il bestiame. Dwight Enys, che nel tempo diventa un personaggio importante, viene introdotto per la prima volta in Demelza.

## Trama

### Libro primo
Il Libro primo si svolge tra maggio e novembre 1788 in quindici capitoli.

## Edizioni
- 2017 - Sonzogno
- 2020 - Marsilio Editori (collana "Universale economica Feltrinelli")

## Adattamento televisivo
Gli eventi narrati nel romanzo Demelza sono narrati dal 5º all'8º episodio della prima stagione della serie televisiva Poldark del 2015.